# 聖母升天堂 (立爾)
聖母升天堂（英語：Our Lady of the Assumption Church），又稱聖母堂（St Mary's Church），是威爾斯登比郡立爾的一座天主教堂區教堂，由耶穌會於1851年建立，1973年重建。
該堂在周日上午10時舉行主日彌撒。周二至周五上午9時30分舉行平日彌撒。

## 外部連結
- Parish site （页面存档备份，存于）
- Ysgol Mair School site （页面存档备份，存于）
- Artwork at Our Lady of the Assumption Church, Rhyl （页面存档备份，存于）